# Карнавална нощ
Карнавална нощ е съветски музикален филм - комедия от 1956 г. на режисьора Елдар Рязанов. Това е първият филм на режисьора на големия екран и втората роля на Людмила Гурченко. Филмът се превръща за голяма част от хората в СССР в символ на промените към свобода след смъртта на Сталин и започнатото така наречено размразяване при Хрушчов. За кратко време след излизането си на екрана в навечерието на новата 1957 г. е гледан от над 48 милиона зрители. Людмила Гурченко изпълнява няколко песни, от които песента „Пет минути“ става любима за изпълнение при настъпването на всяка Нова година.

## Сюжет
Служители на Дома на културата се подготвят за ежегодното събитие - костюмиран новогодишен бал. Развлекателната програма включва солови, танцови и циркови изпълнения, както и изпълнения на джаз група, фокусник и клоуни. Серафим Иванович Огурцов, назначен за изпълняващ длъжността директор на Дома на културата, след като се запозна с програмата и не я одобрява, предлага своя - солидна, стандартно-бюрократична, "сериозна", на високо, както се казва тогава, идеологическо и политическо ниво, с изказвания на директора и лектора – астроном. От музикалните номера другарят Огурцов предлага да се ограничат до класическа музика и изпълнения на по-стари музиканти от Ансамбъла за песни и танци.
Никой от служителите на Дома на културата не иска да промени предварително съставената и репетирана програма, особено да я замени с такова скучно и сухо събитие. Прибягвайки до различни трикове, обединявайки сили и правейки всичко възможно, за да разсеят Огурцов, да го подведат и да попречат на изпълнението на плановете му, те изпълняват всички предварително планирани забавления едно по едно и весело празнуват настъпването на Новата 1957 година.

## Създатели
- Сценарий — Борис Ласкин, Владимир Поляков
- Режисьор Елдар Рязанова
- Оператор - Аркадий Колцатий
- Художници — Константин Ефимов, Олег Гросе
- Композитор - Анатолий Лепин (Липинш)
- Звукоинженер - Виктор Зорин
- Текстове - Владимир Лифшиц, Вадим Коростилев
- Танцова постановка - Галина Шаховская, А. Обранта
- Монтаж - Александра Камагорова
- Редактор — Н. Орлов
- Заместник-режисьор на картината - Сергей Каграманов
- Режисьор на картината - Валентин Маслов
- Еди Роснър и неговата джаз група. Соло барабан - Борис Матвеев. На пиано - Юрий Саулски.

## В ролите
- Игор Илински - Серафим Иванович Огурцов, изпълняващ длъжността директор на Дома на културата
- Людмила Гурченко - Леночка Крилова, организатор на новогодишния карнавал
- Юрий Белов - Гриша Колцов, електротехник
- Георги Куликов - Серьожа Усиков, художник
- Сергей Филипов - Некадилов, лектор от "Общество за разпространение"
- Олга Власова като Аделаида Кузминична Ромашкина, ръководител на библиотеката
- Андрей Тутишкин - Федор Петрович Миронов, счетоводител
- Тамара Носова в ролята на Тося Бурыгина, секретарка на Огурцов
- Генадий Юдин - диригент на младежкия оркестър
- Борис Петкер - Николай Сидоров, известен още като Топ клоун
- Владимир Зелдин - Николаев, той също е тип клоун